# Jatani
Jatani là một thành phố và khu đô thị của quận Khordha thuộc bang Orissa, Ấn Độ.

## Địa lý
Jatani có vị trí 20°10′B 85°42′Đ / 20,17°B 85,7°Đ Nó có độ cao trung bình là 36 mét (118 feet).

## Nhân khẩu
Theo điều tra dân số năm 2001 của Ấn Độ, Jatani có dân số 54.550 người. Phái nam chiếm 52% tổng số dân và phái nữ chiếm 48%. Jatani có tỷ lệ 78% biết đọc biết viết, cao hơn tỷ lệ trung bình toàn quốc là 59,5%: tỷ lệ cho phái nam là 83%, và tỷ lệ cho phái nữ là 72%. Tại Jatani, 11% dân số nhỏ hơn 6 tuổi.